# Косопели
Косопели (груз. ქოსოფელი) — село в Кедском муниципалитете Грузии.

## География
Село находится на левом берегу реки Аджарисцкали, на расстоянии в 14 километрах от посёлка городского типа Кеда, административного центра муниципалитета. Абсолютная высота — 360 метров над уровнем моря.

## Населения
По результатам переписи населения 2014 года, в селе проживает 72 человека.
| Год  | Население | Мужчины | Женщины |
| ---- | --------- | ------- | ------- |
| 2002 | 89        | 41      | 48      |
| 2014 | ↘72       | 35      | 37      |